# Smeringopus atomarius
Smeringopus atomarius är en spindelart som beskrevs av Simon 1910. Smeringopus atomarius ingår i släktet Smeringopus och familjen dallerspindlar.
Artens utbredningsområde är Namibia. Inga underarter finns listade i Catalogue of Life.